# Ráth Károly (várospolitikus)
Ráth Károly (Buda, 1821. február 20. – Budapest, 1897. július 30.) ügyvéd, jogász, az 1873-ban egyesített Budapest első főpolgármestere.

## Pályafutása

### Származása
Polgári családban született. Péter nevű testvére gyógyszerész, országgyűlési képviselő (1812–1873), József testvére budavári plébános, később pozsonyi kanonok a Vaskorona-rend lovagja (meghalt 1882), Adolf (meghalt 1878) testvére pedig ezredes volt.

### Pályája
Középiskolai tanulmányait Székesfehérváron folytatta, jogi diplomáját Pesten szerezte. 1841-től a királyi táblai jegyzője lett, egy évig a királyi jogügyek igazgatóságánál működött. Ezután az akkori egyik legnevesebb ügyvédnél, Schillernél dolgozott, készülve jogi vizsgáira. A közügyvédi vizsgát 1842-ben, a váltóit 1843-ban tette le. Ekkor kezdett önálló ügyvédi praxisba. 1848-ban a váltótörvényszék nyilvános váltójegyzővé nevezte ki. Ezután pestvárosi főkapitánysági tisztségre nevezték ki, de Ő Lang Ignác javára lemondott. A városi képviselőként működött. Szerepe volt a pesti huszárőrség megszervezésében, segédtisztként a pesti újoncozási és felszerelési bizottság elnöke volt.
A szabadságharcban részt vett, de a megtorlásokban nem volt része. A szabadságharc után visszalépett a nyilvánosság elől és ügyvédként működött.
1860-ban az országbírói értekezlet tagja lett, ebben a minőségében főleg váltó-, csőd- és kereskedelmi törvényeket felölelő alosztály jegyzője lett és az ezzel a témakörrel kapcsolatos ideiglenes törvények megszerkesztésével is megbízták.
1861-ben a városi tisztújítás és követválasztások vezetésével megbízott fővárosi központi választmány jegyzője lett. Ugyanebben az évben Lipótváros képviselőjének jelölték, de Szalay László jelöltségét hallván visszalépett. Ezután folytatta ügyvédi pályafutását. 1862-ben Angliába utazott tapasztalat szerzés céljából. 

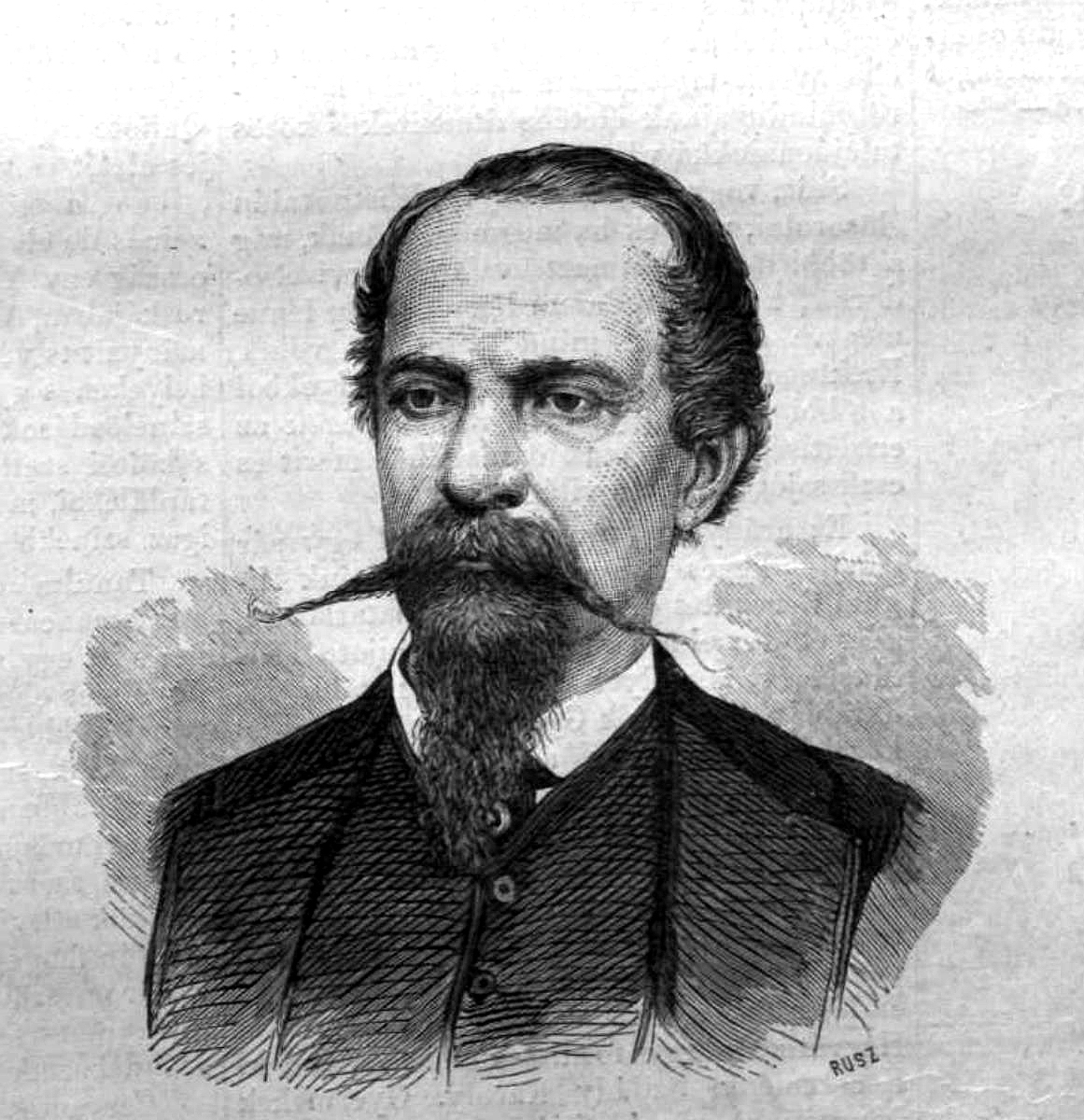
Ráth 1873-ban

Már ügyvédként is részt vett a pesti városi politikában, 1865-ben a Budapest-lipótvárosi kerület újra képviselőjének jelölték, de báró Kemény Zsigmonddal szemben alulmaradt. 1867-ben a pesti tisztújítás elnöke lett, elnöklete alatt választották polgármesterré Szentkirályi Mórt. Szentkirályi korábban a Józsefváros országgyűlési képviselője volt és megválasztása után ezt a tisztséget Ráth kapta meg. Képviselőségét nem sokáig gyakorolta, mert az igazságügy minisztérium Ráthot a korona ügyészévé, a királyi jogügyek igazgatójává nevezte ki, ilyen tisztségében azonban nem maradhatott a képviselőházban.
1869-ben a legfőbb ítélőszék bírája, 1871-ben a királyi tábla alelnöke és egyben a főrendiház tagja lett. A bírói pályán azonban csak 1873-ig maradt, amikor az egyesített Budapest főpolgármesterévé választották. A másik jelölt Házmán Ferenc (1810–1894), Buda addigi és egyben utolsó polgármestere volt, akit szoros versenyben hagyott maga mögött. A harmadik jelölt Havas Sándor volt.
1873. október 25-én, Budapest egyesítésekor a fővárosi közgyűlés első ülésén Ráth Károlyt választották a város első főpolgármesterévé. Ezt az elsősorban reprezentatív célból létrehozott tisztséget haláláig töltötte be. (A város gyakorlati vezetője a polgármesterré választott Kamermayer Károly lett.) Politikájában, így főpolgármesteri működésében is a kormány iránti lojalitás vezette, a városvezetésben ezt tartotta szem előtt mindig.

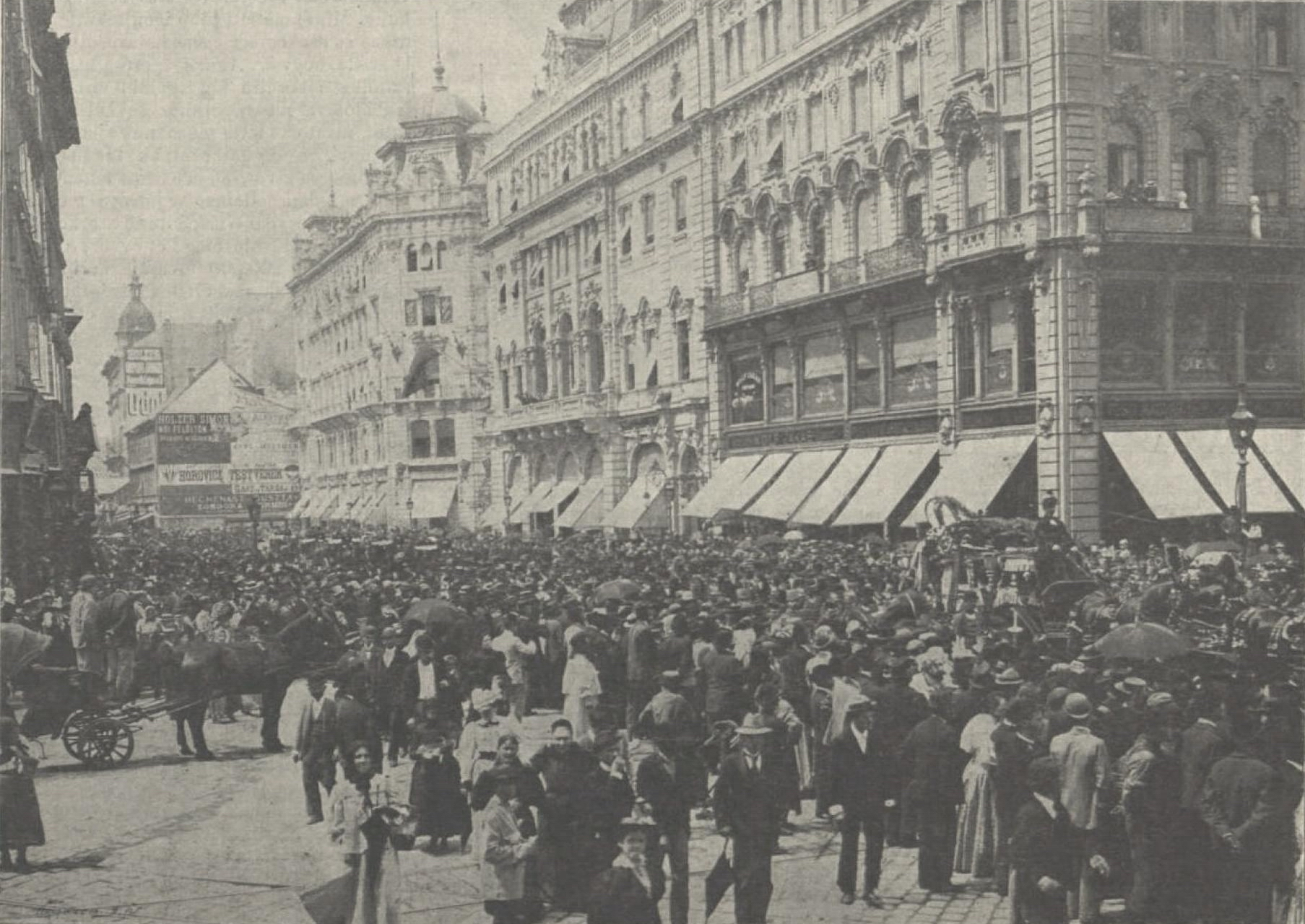
Ráth Károly gyászmenete

Ráth Károly 24 éves főpolgármesteri működés után 1897. július 30-án hunyt el, temetésére augusztus 2-án került sor. A Kerepes úti temetőben lévő családi sírboltban helyezték örök nyugalomra (jobb árkádsor -56-os sír, mely 2004-től védett). Kitüntetései között szerepelt a Lipót-rend középkeresztje, a Ferenc József-rend csillagos középkeresztje (1871).

### Családja
Feleségétől, Hupf Máriától, Hupf Mihály lányától(meghalt 1890. október 20.) hat gyermeke született: Ilona (Horváth Jenőné), Károly, Gizella, Aladár, Aranka (Adler Józsefné) és Imre. 
Imre (1855-1884) fia diplomata volt. A bécsi keleti akadémián tanult. Előbb Konstantinápolyban volt a helyi követség attaséja, onnan került át 1883 novemberében Teheránba, az osztrák-magyar követségre. Rudolf trónörökös kísérője volt egyiptomi és jeruzsálemi útján. Teheránban 1884. január 3-án érte a halál, halálának oka tífusz volt. Holttestével január 27-én indultak meg Magyarország felé, február 25-én érkeztek a Kaszpi-tenger partjára Rechtig, honnan hajón Bakuba szállították és a Kaukázuson keresztül utazva március 6-án értek a Fekete-tenger partjára, Ratumba; 8-án folytatták az utat hajóval, 12-én értek Konstantinápolyba, 20-án pedig Triesztbe. Budapestre március 21-én érkeztek meg és 23-án délután öt órakor helyezték örök nyugalomra a Fiumei úti sírkert családi kriptájába.

Aranka nevű lánya Adler-Rácz József (1862-1941) miniszteri tanácsos felesége lett. Fiuk Adler-Rácz Antal (1894-1946) sebész, egyetemi tanár volt.